# Ilex vitiensis
Ilex vitiensis är en järneksväxtart som beskrevs av Asa Gray. Ilex vitiensis ingår i släktet järnekar, och familjen järneksväxter. Inga underarter finns listade i Catalogue of Life.